# Trichilia cauliflora
Trichilia cauliflora är en tvåhjärtbladig växtart som beskrevs av J.-f. Leroy & M. Lescot. Trichilia cauliflora ingår i släktet Trichilia och familjen Meliaceae. Inga underarter finns listade i Catalogue of Life.